# 1960年ローマオリンピックのブルガリア選手団
1960年ローマオリンピックのブルガリア選手団（1960ねんローマオリンピックのブルガリアせんしゅだん）は、1960年8月25日から9月11日にかけてイタリアの首都ローマで開催された1960年ローマオリンピックのブルガリア選手団、およびその競技結果。

## 概要
今大会は金メダル1個、銀メダル3個、銅メダル3個の合計7個のメダルを獲得した。

## メダル
| メダル | 選手名 | 競技       | 種目                             |
| ------ | ------ | ---------- | -------------------------------- |
| 金     | [[]]   | レスリング | 男子グレコローマンミドル級       |
| 銀     | [[]]   | レスリング | 男子フリースタイルバンタム級     |
| 銀     | [[]]   | レスリング | 男子フリースタイルフェザー級     |
| 銀     | [[]]   | レスリング | 男子グレコローマンライトヘビー級 |
| 銅     | [[]]   | レスリング | 男子フリースタイルライト級       |
| 銅     | [[]]   | レスリング | 男子グレコローマンバンタム級     |
| 銅     | [[]]   | 体操       | 男子つり輪                       |